# سلستین کچا کورتز
سلستین کچا کورتز (متولد ۱۳ اکتبر ۱۹۶۴) یک سیاستمدار کامرونی است که به عنوان شهردار بانگته و رئیس شبکه زنان منتخب محلی آفریقا (به فرانسوی: Réseau des Femmes Elues Locales d'Afrique، اغلب به نام REFELA) است.

## اوایل زندگی و تحصیل
کورتز در ۱۳ اکتبر ۱۹۶۴ در ماروآ در منطقه شمالی کامرون به دنیا آمد. پدرش که از او نام برده می‌شود، از سال ۱۹۱۲ تا ۱۹۴۳ رئیس ارشد بانگته بود. او در زمانی که کورتز ۱۴ سال داشت درگذشت. او برای فرار از ازدواجی که پدربزرگش، کینگ فرانسیا نجیکی ترتیب داده بود، به دبیرستان فومبان نقل مکان کرد و سپس به دبیرستان ماننگوبا بازگشت و در آنجا مدرک A4 آلمانی را به پایان رساند. او دارای دیپلم آموزش عالی در تکنیک‌های تجاری و دیپلم مطالعات عالی در تجارت و اقتصاد از ESSEC در دوالا است. او دارای تابعیت دوگانه (فرانسه و کامرون) است که انتقاد مخالفان سیاسی او را برانگیخت.

## پیشه
کورتز به عنوان مدیر فروش و بازاریابی برای سیمنتری دو کامرون کار می‌کرد. او به دلیل تحسین رئیس‌جمهور پل بیا، به جنبش دموکراتیک خلق کامرون پیوست و رئیس سازمان زنان آن OFRDPC شد.
کورتز در سال ۲۰۰۷ به عنوان شهردار کمون بنگنگته در بخش نده در منطقه غرب انتخاب شد. او ملکه مادر بنگنگته و بنگولاپ است. او همچنین به عنوان نایب رئیس انجمن کمک و توسعه شهری، رئیس پانتر دو نده، سفیر آفریقای فرانسوی زبان در گروه‌های کاری اتحادیه اروپا در مورد ساختار گفتگو در مورد مساعدت خدمت کرد.
کورتز کسب و کاری به نام ملکه فیش کامرون راه اندازی کرد که به دنبال شکستن انحصار کنگلکم بود. او پس از مرگ مادرش یک بنیاد خیریه به یادش به نام «La Case à la Table Ouverte de Maman Pauline» تأسیس کرد. در ژوئن ۲۰۱۴، او جایزه خدمات عمومی سازمان ملل متحد را در مراسمی در سئول به دلیل فعالیت‌های بشردوستانه خود برای پروژه‌ای با هدف تأمین آب آشامیدنی برای همه ساکنان بانگنگته، تحقق اهداف توسعه هزاره، دریافت کرد.
در ژوئیه ۲۰۱۱، دعوی حقوقی توسط پسر عموی کورتز، سهامدار یک شرکت مشابه، به اتهام بی‌نظمی در تجارت او مطرح شد. وی پس از احراز جرم جعل و سوءاستفاده از دارایی‌ها و اعتبارات اجتماعی توسط دادگاه منطقه ووری به یک سال حبس تعزیری با سه سال عفو محکوم شد. او همچنین به پرداخت جریمه ۱۵ میلیون فرانک سی‌اف‌ای محکوم شد. در ۸ ژانویه ۲۰۱۵، دادگاه تجدیدنظر حکم دادگاه منطقه را تأیید کرد اما حکم را به ۱۶۷٬۱۰۰ فرانک سی‌اف‌ای جریمه نقدی و ۹ ماه بازداشت کاهش داد. پرونده در حال تجدیدنظرخواهی در دیوان عالی کشور است.
در پایان دوره شهرداری خود در سال ۲۰۱۳، کورتز کاندیدای مجلس ملی بود و به دلیل داشتن تابعیت دوگانه در کشوری که آن را به رسمیت نمی‌شناسد و رای دادن در انتخابات فرانسه مورد انتقاد قرار گرفت. او مجدداً در سپتامبر ۲۰۱۳ برای یک دوره دیگر تا سال ۲۰۱۸ به عنوان شهردار انتخاب شد، اما با انتقادهایی از رهبری خود، و همچنین به عنوان الگوی رهبری در آفریقا در مبارزه برای برابری ستایش شده است. در آوریل ۲۰۱۵، او یکی از سه نامزد جایزه ژوزه ادواردو دوس سانتوس برای جوایز شهردار آفریقا، دسته شهرهای کوچک بود.
در ۱ دسامبر ۲۰۱۵، کورتز رئیس شبکه زنان منتخب محلی آفریقایی به نمایندگی از منطقه آفریقای مرکزی شد و به جای فاطماتو عبدالمالیک موریتیایی. این شبکه که در مارس ۲۰۱۱ در طنجه تشکیل شد، زنانی را که در مناصب دولتی محلی انتخاب شده‌اند گرد هم می‌آورد. او قبلاً ریاست منطقه فرعی آفریقای مرکزی را بر عهده داشت و ساختارهای کشوری را در چاد، گابن، جمهوری دموکراتیک کنگو و جمهوری آفریقای مرکزی ایجاد کرد.
کورتز دوست صمیمی آن هیدالگو، شهردار پاریس است. در ژانویه ۲۰۱۶، او یک هیئت سفارت ایالات متحده به رهبری مرلین شولتز، افسر امور فرهنگی را پذیرفت که به او به خاطر «رهبری نمونه» او تبریک گفت. بعداً در سال ۲۰۱۶، کورتز یکی از صد شهردار دعوت شده توسط دبیرکل سازمان ملل متحد بان کی‌مون برای مشارکت در برنامه شهری جدید پیش از اجلاس سران هابیتات III در کیتو بود. او همچنین در کنفرانس تغییرات آب و هوایی سازمان ملل متحد در سال ۲۰۱۶ در مراکش شرکت کرد.

## جوایز و افتخارات
- شوالیه نشان ملی شایستگی ورزشی (یکی از تنها دو زن دریافت کننده این جایزه به همراه فرانسوا امبانگو اتون[۲][۴]
- شوالیه نشان ملی شجاعت، 2015[۲][۴]
- جوایز خدمات عمومی سازمان ملل متحد، 2014[۷]

## زندگی شخصی
کورتز متأهل و دارای دو دختر است. او فرانسوی، انگلیسی و آلمانی صحبت می‌کند.